# Карлсон, Линда
Линда Карлсон (англ. Linda Carlson, 12 мая 1945, Ноксвилл, Теннесси — 26 октября 2021, Gaylordsville, Коннектикут) — американская актриса шведского происхождения.

## Ранние годы
Карлсон родилась в Ноксвилле, штат Теннесси, 12 мая 1945 года и выросла в Миннесоте. Она училась в Университете Айовы, где получила степень бакалавра в области речи и драматического искусства. Она продолжала преподавать в течение нескольких месяцев в средней школе во Флинте, штат Мичиган, прежде чем переехать в Нью-Йорк, где она поступила в Школу искусств Нью-Йоркского университета и получила степень магистра. Позже она преподавала актёрское мастерство в Нью-Йоркском университете.

## Сцена
Карлсон пришла в профессиональный театр с Negro Ensemble Company в Нью-Йорке, затем провела сезон в Репертуарном театре в Милуоки, штат Висконсин. Затем она выступала в театре Гатри в Миннеаполисе, штат Миннесота, в канадском Театральном центре Манитобы в Виннипеге и в театре Маккартера в Принстоне, штат Нью-Джерси, а также в Репертуарном театре Индианы в Индианаполисе, штат Индиана. Внебродвейские постановки, в которых она появлялась, включают «Разговоры» (1969), «Смерть лорда Чаттерли» (1973), «Мисс Джули» (1973), «Демоны: одержимость» (1974), «Победитель забирает всё» (1975) и «Зажги небо» (1990). На Бродвее она изобразила Крит в «Замкнутом круге» (1973) и была дублёром в «Воспоминаниях о двух понедельниках»/«27 вагонов, полных хлопка» (1976) и «Они знали, чего хотели» (1976).

## Телевидение
Карлсон снялась в Westside Medical, сыграла Кэти МакКенну в сериале Kaz и появилась в «Murder One».
Карлсон сыграла роль Эллен Шербак в эпизоде телесериала Коджак «Плач из-за детей» в 1977 году.
В эпизоде «Отель с видом на океан» сериала WKRP in Cincinnati, премьера которого состоялась 28 ноября 1980 года, Карлсон сыграла женщину, которую привлекает продавец станции Херб Тарлек (Фрэнк Боннер). Он глубоко потрясён, когда она говорит ему, что они вместе были в футбольной команде в старшей школе, и с тех пор она сменила пол.
В сериале «Ньюхарт» у Карлсон была повторяющаяся роль Бев Даттон, менеджера небольшой телестанции в Вермонте, где Боб Ньюхарт вёл воскресную дневную программу интервью.
Карлсон появилась в эпизоде «Приходы и уходы» комедии положений 1995 года «Двойной порыв».

## Личная жизнь
Она была замужем за актёром и режиссёром Филипом Чарльзом Маккензи, с которым познакомилась в Нью-Йоркском университете. В конце концов они развелись. Затем она вышла замуж за Джима Харта, бывшего танкиста морской пехоты, ставшего специалистом по информационным технологиям.
Линда Карлсон умерла от бокового амиотрофического склероза в Гейлордсвилле, штат Коннектикут, 26 октября 2021 года в возрасте 76 лет.

## Частичная фильмография
- Дорогая, я увеличил ребёнка (1992) ... Любопытная соседка
- The Pickle[англ.] (1993) ... Бернадетт
- Деревенщина в Беверли-Хиллз (1993) ... Тётя Перл
- Murder One[англ.] (1995–1997) ... Судья Бет Борнштейн[11]
- Помощь на дороге (2001) ... Королева сердец